# Niou
Niou è un dipartimento del Burkina Faso classificato come comune, situato nella Provincia di Kourwéogo, facente parte della Regione dell'Altopiano Centrale.
Il dipartimento si compone del capoluogo e di altri 20 villaggi: Belé, Garga, Gasgo, Goabga, Kouka, Koukin, Mouni, Nabzinigma, Napalgué, Niapa, Niou-Yarcé, Raongo, Sakouli, Sondogtenga, Sourou, Tamsé, Tanghin, Tangseghin, Wa e Zeguedeghin.